# Кафеена киселина
Кафеената киселина, C9H8O4, е карбоксилна киселина, съдържаща се в много плодове, зеленчуци, подправки и напитки, главно в свързани форми като хлорогенна киселина. Независимо от името си, тя няма нищо общо с кофеина. При неотдавнашни изследвания е открито, че тази киселина би могла да бъде канцерогенна.

## Биологическо значение
Това съединение е вторичен растителен метаболит, произвеждан в глухарчето, белия равнец, хвоща и глога. Количеството кафеена киселина силно зависи от източника, от който идва растението.

## Фармацевтични приложения
Фенетиловият естер на кафеената киселина, активна съставка на прополиса, е известен с антимитогенните си, антиканцерогенни, противовъзпалителни и имуномодулаторни свойства, въпреки че, както вече беше отбелязано, според неотдавнашни изследвания, тази киселина би могла да е канцерогенна.

## Канцерогенност
Кафеената киселина е изследвана за канцерогенност чрез орално прилагане при мишки. Тя причинява аденоми на бъбречните клетки при женските и високо разпространение на хиперплазията на тубулните бъбречни клетки при животни от двата пола.